# Svétlaya Zariá
Svétlaya Zariá (del ruso: Светлая Заря), es un posiólok del raión de Kurgáninsk del krai de Krasnodar, en Rusia. Está situado en las llanuras de Kubán-Priazov, donde se encuentran con las estribaciones septentrionales del Cáucaso, al sur, en la cabecera del Siniuja, pequeño afluente del río Chamlyk, tributario del Labá, de la cuenca del Kubán, 15 km al este de Kurgáninsk y 139 km al este de Krasnodar. Tenía 1 114 habitantes en 2010
Pertenece al municipio Bezvodnoye.